# Prieuré Notre-Dame et Saint-Étienne de Villiers
Pour un article plus général, voir Villeloin-Coulangé.
Le prieuré Notre-Dame et Saint-Étienne de Villiers est un monastère catholique de l'ordre de Grandmont située à Villeloin-Coulangé, près de Loches, dans le département français d'Indre-et-Loire en région Centre-Val de Loire.
Il a été fondé au XIIe siècle. Il fait l’objet d’une inscription au titre des monuments historiques depuis le 8 novembre 1988.

## Histoire du prieuré

### Fondation
Le prieuré est fondé en 1162 par Henri II Plantagenêt roi d'Angleterre et comte de Touraine.
Le 8 février 1124 mourait saint Étienne de Muret (du lieu-dit où il vécut et mourut à Ambazac).
L'année suivante, ses disciples transférèrent le corps de leur père et leur communauté à huit kilomètres de là, au lieu-dit Grandmont - actuelle commune de Saint-Sylvestre (Haute-Vienne) - donnant ainsi naissance à un ordre d'ermites pauvres qui se développera surtout au XIIe siècle et au XIIIe siècle, comptant jusqu'à cent soixante maisons en France, trois en Angleterre et deux en Navarre espagnole : l'ordre de Grandmont.
Les rois de France, Louis VII et Philippe Auguste, comme la famille des Plantagenêt, régnant sur la Touraine, le Maine, l'Anjou, la Normandie, l'Aquitaine et l'Angleterre, protégeront, dans leurs domaines, l'implantation de l'ordre naissant.
Henri Il Plantagenêt, élevé par sa mère Mathilde l'Emperesse dans la vénération du fondateur de Grandmont, n'aura de cesse, devenu roi d'Angleterre (1156), de fonder sept maisons dans ses domaines : le Pare-lès-Rouen, La Haye d'Angers, Sermaize (près de La Rochelle), Bercey (forêt de Bercé, Maine), Grandmont-lès-Chinon (alias Pommier-Aigre), Grandmont-lès-Tours (alias Bois-Rahier à Saint-Avertin), Grandmont-Villiers (alias Villiers, Villiers-près-Loches, Villiers-près-Montrésor) ce dernier fondé dans la paroisse de Coulangé sous le vocable de Notre-Dame et saint Étienne.
En 1157, les douze premiers ermites de Grandmont arrivèrent et s'installèrent dans des cabanes en bois. En 1162, le roi confirme ses dons : une rente annuelle de 36 livres à prendre sur le trésor royal et environ 100 à 120 hectares de bois, landes et prairies appuyés à l'est sur la « voie publique de Saint-Aignan à Châtillon-sur-Indre ». Les bâtiments s'élèveront vers 1170.

### Dates importantes

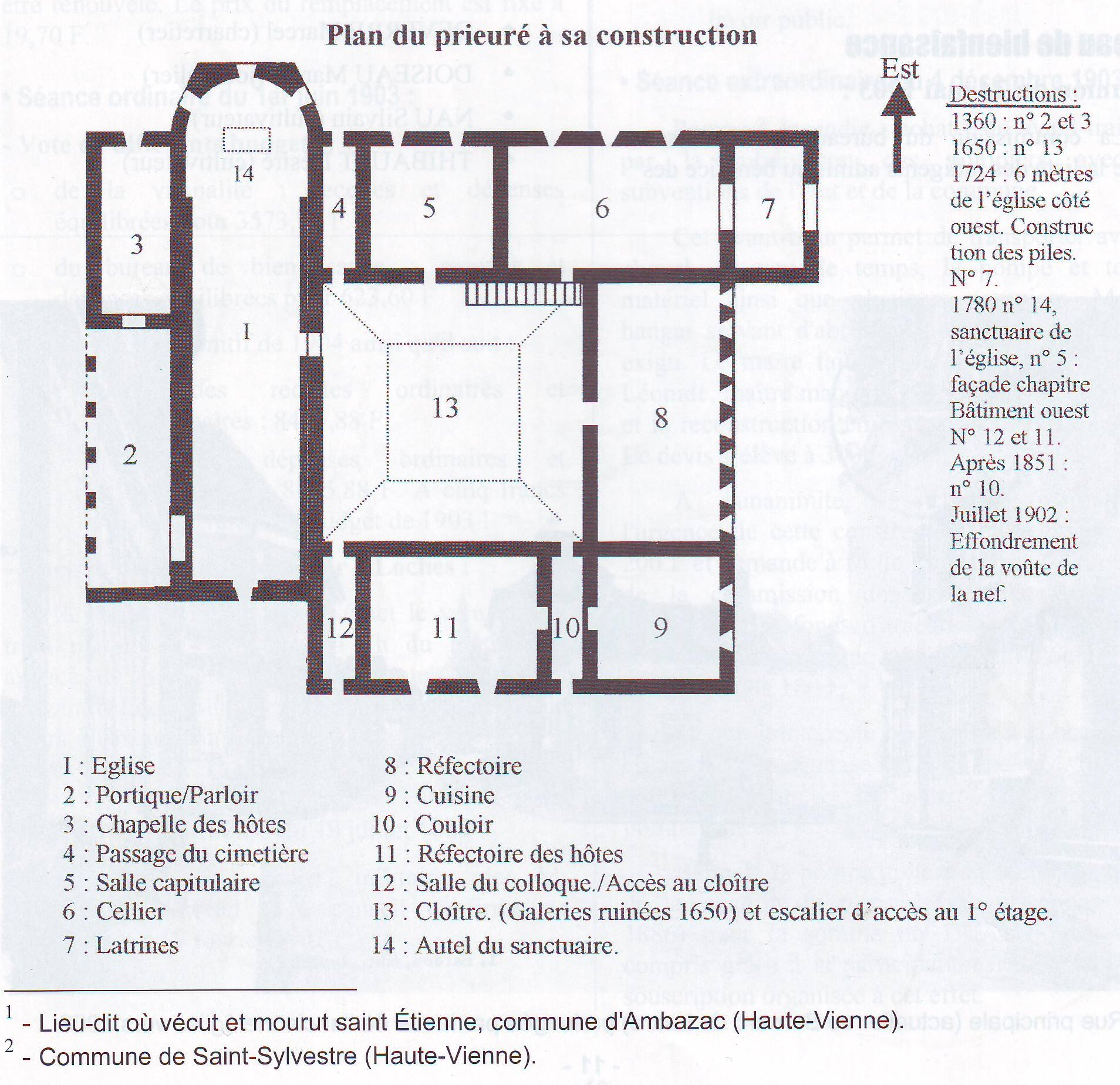
Plan

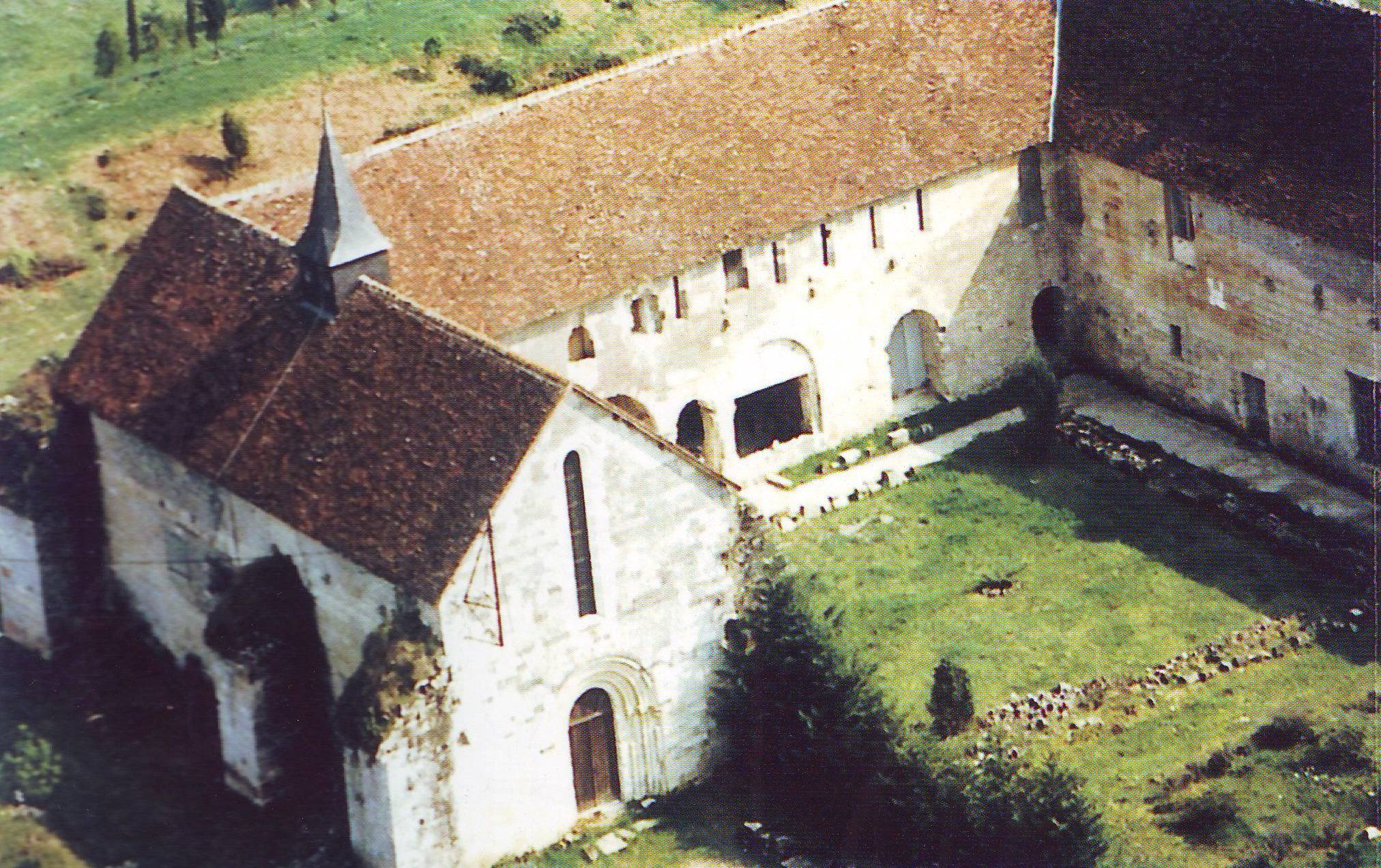
Vue aérienne.

Partant en croisades avec Philippe Auguste, Richard Cœur-de-Lion confirmera les dons faits par son père aux ermites de Grandmont-Villiers en 1189. Il nous reste peu de documents concernant l'histoire de la maison au Moyen Âge. On voit en 1200 Geoffroy de Palluau, seigneur de Montrésor, confirmer le don d'un « luminaire » pour l'église de Villiers fait par un seigneur de Marsin (Genillé).
En 1295, il y avait environ vingt frères dans la maison, six clercs et une douzaine de frères convers. Une réorganisation de l'ordre par le pape Jean XXII en 1317 ne gardera que trente-neuf maisons « actives » sur cent soixante avec concentration des effectifs. Les maisons conservées, dont Grandmont-Villiers, prennent le titre de prieuré. Le prieur de Grandmont, supérieur général, prend, lui, le titre d'abbé de Grandmont.
Le prieuré de Villiers comprend alors une trentaine de frères. À cette époque, il reçut la visite du roi Charles IV le Bel (1323). Ce sera un bref renouveau car la peste ravageant la région, dut, ici comme ailleurs, réduire les effectifs.
Vers 1358-1360, comme les abbayes voisines de Villeloin, Beaugerais, Aigues-Vives, Beaulieu-lès-Loches, la Chartreuse du Liget, le prieuré connaît la visite incendiaire des Anglo-Navarrais installés au château du Plessis (Nouans-les-Fontaines) et à Châteauvieux.
La dénatalité, conséquence des guerres et de la peste, réduit le recrutement. Vers 1420, les frères ne sont plus que cinq ou six. Ce qui ne les empêche pas de recevoir les 28 et 30 novembre 1472 le roi Louis XI qui a daté du prieuré deux de ses ordonnances. En 1495, l'installation par le roi du système de la commende - système dans lequel le supérieur des monastères n'est plus un moine élu par ses frères, mais un séculier, désigné par le roi pour « caser » des fils de familles nobles et faire vivre ces familles aux dépens de l'institution monastique - accélérera la dévitalisation des monastères.
Ces commendataires s'arrangent pour ne laisser subsister dans les maisons que le nombre de moines strictement requis par le droit canon pour définir juridiquement une communauté, soit trois moines.
Les frères ne disposent plus alors que du tiers des revenus du domaine. Cette situation dure jusqu'en 1772 lorsque la maison-mère de Grandmont et ses biens situés en Limousin sont donnés à Louis Charles du Plessis d'Argentré, évêque de Limoges, pour permettre à ce prélat d'éponger les dettes somptuaires contractées pour l'édification de son palais épiscopal (100 000 livres).
Les revenus de Grandmont-Villiers consacrés à l'entretien des frères passent alors au séminaire de Tours. Les derniers frères, Henri Besse, Claude Salmon, et le prieur Jean Martin ferment la maison et rentrent dans leur famille.
Le commendataire Louis-Jacques de Baraudin, resté dans les murs, obtient du roi en 1780 le droit de raser l'église et les bâtiments du monastère, sauf la partie sud conservée comme résidence de campagne. Il fit alors abattre le sanctuaire de l'église et la fit transformer en grange, et la plus grande partie du bâtiment ouest.
Il fit aussi démolir et murer la façade du chapitre et se réservait encore en 1789 le droit de raser ce qui restait encore debout hors du bâtiment sud. Il mourut en 1790.
La maison est vendue comme bien national en 1792. Elle est rachetée en mai 1851 par François-Xavier Branicki, propriétaire du château de Montrésor. Le reste du domaine est racheté en 1878 par Constantin-Grégoire Branicki.
Le prieuré devient ferme et rendez-vous de chasse jusqu'en 1963. Occupé peu de temps par l'Atelier de la Martinerie, il est ensuite abandonné à la ruine. Le prieuré fut loué en emphytéose en 1980 pour y installer avec l'accord de Mgr Ferrand, archevêque de Tours, des ermites s'inspirant des écrits spirituels de saint Étienne de Muret.

### Le prieuré aujourd'hui
À l’origine de cette nouvelle fondation de l'ordre de Grandmont, on trouve Mgr Bernard Alix, évêque du Mans.
Le 14 septembre 1975, jour de la fête de la Croix glorieuse, il a reçu les vœux du frère Philippe-Étienne Permentier. Il lui a remis l'habit monastique et la Règle de saint Étienne de Muret en lui demandant de faire revivre la spiritualité des premiers grandmontains et d'attendre des compagnons éventuels. Philippe-Étienne Permentier est ordonné prêtre en mars 1979 par Mgr Alix pour le diocèse du Mans. Il s'installa d'abord dans la forêt de Bercey dans la Sarthe. Après accord de Mgr Ferrand, il a obtenu la permission de faire revivre à Villeloin-Coulangé le prieuré de Villiers.
En 1983, deux compagnons, frère Damien et frère Didier se joignent à lui. Ils gagnent leur vie en exploitant un petit domaine agricole. Avec le concours de l'Association des Amis de l'ordre de Grandmont et de bénévoles, et grâce au travail des frères la chapelle fut en partie rénovée pour y célébrer décemment les offices, les dimanches ordinaires à dix heures, les dimanches de Pâques et de Noël à 10h30. Des travaux furent entrepris pour rendre habitable l'aile Sud à la communauté, ainsi que la couverture de l'aile Est. L'isolement de ce prieuré dans un environnement forestier est propice à la prière et au recueillement des frères dans le silence, tel que l'avait prescrit saint Étienne de Muret à ses religieux. En effet celle-ci rend possible l'exercice de la vie contemplative par les frères tel que le préconise la Règle de Grandmont dans son article 46 : « Votre vie, comme celle de tous les ermites, consiste spécialement en ceci qu'éloignés du tumulte du monde, dans l'usage de la prière continuelle et dans le silence, vous trouviez votre repos dans vos monastères . Nous tenons à vous rappeler que Villiers avant d'être un site architecturalement intéressant, est avant tout un lieu de prière et de recueillement. »
Aujourd'hui, le prieuré de Grandmont-Villiers est ouvert à la visite une partie de l'année, les dimanches après-midi, sauf le dernier dimanche d'août, les trois frères ermites se déplaçant à Ambazac en Limousin à l'occasion du pèlerinage annuel sur les lieux mêmes où vécut Etienne de Muret, puis sur la chapelle votive édifiée plus haut, dans les monts d'Ambazac, sur la commune de Saint-Sylvestre.

## Architecture

### Destructions successives
- 1360 : Portique - Parloir et chapelle des hôtes
- 1650 : Cloître - (Galeries ruinées 1650) et escalier d'accès au 1er étage
- 1724 : 6 mètres de l'église côté ouest.
- 1724 : Construction des piles.
- 1724 : Latrines
- 1780 : Autel du sanctuaire et sanctuaire de l'église
- 1780 : Salle capitulaire et façade chapitre bâtiment ouest
- 1780 : Salle du colloque - Accès au cloître et réfectoire des hôtes
- Après 1851 : Couloir
- Juillet 1902 : Effondrement de la voûte de la nef

## Liste des prieurs
Voici la liste des prieurs du Prieuré de Grandmont-Villiers.

## Armoiries du prieuré
| Blason de Prieuré de Grandmont-Villiers | Blason  | D'or, à une aigle à deux têtes, de sable.                                            |
| Blason de Prieuré de Grandmont-Villiers | Détails | D'après l'« Armorial général de la Touraine » de Jacques-Xavier Carré de Busserolle. |

## Compléments